# Johann Karl Wilhelm Illiger
Johann Karl Wilhelm Illiger (* 19. November 1775 in Braunschweig; † 10. Mai 1813 in Berlin) war ein deutscher Zoologe und Entomologe.

## Leben
Johann Karl Wilhelm Illiger wurde als sechstes von acht Geschwistern geboren. Sein Vater, der Braunschweiger Kaufmann Johann Jakob Illiger, legte trotz seiner beschränkten finanziellen Mittel großen Wert auf eine gute Ausbildung seiner Kinder, von denen neben Karl Illiger zwei weitere eine wissenschaftliche Laufbahn einschlugen.

### Schulbildung
Illiger besuchte zuerst die Privatschule, in der er schon als Kind großes Interesse an der Naturforschung zeigte und eigenständig eine botanische Sammlung anlegte. Später besuchte er in Braunschweig das Martineum, danach das Catharineum, wo er seine naturkundlichen Studien fortsetzte, aber auch in den anderen Fächern überdurchschnittliche Leistungen zeigte. Im Alter von 15 Jahren erhielt er naturgeschichtlichen Unterricht durch den Naturforscher und Mathematiker Johann Hellwig, der Illigers Interesse und Eifer für die Natur erkannte und nach Kräften förderte. Bald wurde Illiger Hellwigs ständiger Begleiter auf Exkursionen und Gehilfe bei der Auswertung und Ordnung seiner Sammlungen und Vorbereitung seiner Publikationen und wohnte schließlich auch im Haus seines Lehrers, der ihm zu einem guten Freund geworden war.

### Studium und erste Arbeiten
Im Jahr 1793 begann Illiger sich mit dem Besuch des Collegium Carolinum auf das Universitätsstudium der Medizin vorzubereiten. Seine schwache körperliche Konstitution war aber diesen Anstrengungen nicht gewachsen, eine lebensgefährliche Krankheit zwang ihn schon im darauffolgenden Jahr, seine Studienpläne aufzugeben. Im Hause Hellwigs erholte er sich dank der Pflege durch Hellwigs älteste Tochter von seiner Krankheit. In der Zeit seiner Genesung befasste er sich intensiv mit Hellwigs bedeutender Insektensammlung und beschloss, sich ganz der Entomologie zu widmen, da eine Fortsetzung des Medizinstudiums aus gesundheitlichen Gründen unmöglich war. Er besorgte sich die Schriften aller bedeutenden Entomologen seiner Zeit und veröffentlichte 1794 seine erste entomologische Arbeit: „Beschreibung einiger neuer Käfer“. Aber schon vorher war sein Name in Entomologenkreisen bekannt, da Hellwig manche neuen Erkenntnisse und Berichtigungen seines Schülers in seinen Schriften verbreitete. Das erste größere von Illiger bearbeitete Werk, erschienen 1795 unter dem Namen Hellwigs, war die zweite Auflage der Fauna Etrusca von Pietro Rossi. 1798 veröffentlichte er mit dem Verzeichniß der Käfer Preußens. Entworfen von Johann Gottlieb Kugelann eine wichtige Revision der einheimischen Käferfauna, in der er auch Vorschläge zur Verbesserung der Terminologie und Systematik machte.
Ein Stipendium des Braunschweiger Herzogs Karl Wilhelm Ferdinand, das dieser auf Fürsprache Hellwigs gewährte, ermöglichte Illiger ab Ostern 1799 das Studium in Helmstedt. Noch im gleichen Jahr wechselte er nach Göttingen. 1800 erschien sein erstes vollständig selbst erstelltes größeres Werk, Versuch einer systematischen vollständigen Terminologie für das Tierreich und Pflanzenreich, das er dem Herzog widmete. Das Buch gilt als großer Fortschritt in der damaligen zoologischen Systematik.
Weitere Werke waren eine zweite Ausgabe des Verzeichnisses der Wiener Schmetterlinge von Michael Denis und Ignaz Schiffermüller und die Übersetzung eines vorher schwer zugänglichen Insektenwerks von Guillaume-Antoine Olivier. Beide Arbeiten ergänzte er mit eigenen Zusätzen und Verbesserungen.

### Tätigkeit in Braunschweig
1802 lernte er bei der Rückkehr nach Braunschweig Graf von Hoffmannsegg kennen, einen Forschungsreisenden, der eine riesige Insektensammlung durch eigene Sammeltätigkeit und die eines von ihm angestellten Sammlers zusammengetragen hatte, zu einem großen Teil aus anderen Kontinenten. Hoffmannsegg wollte sich zusammen mit Hellwig an die systematische Aufarbeitung des Materials machen, dieser übertrug die Arbeit aber aus Zeitgründen an Illiger. Eine kleine Pension des Herzogs sowie die bescheidenen Honorare, die Illiger für seine Publikationen erhielt, reichten ihm als Entlohnung für diese Arbeit, der er sich mit vollem Eifer widmete. Graf Hoffmannsegg wurde bald ein guter Freund Illigers, außerdem korrespondierte er mit vielen bedeutenden Entomologen in ganz Europa, so dass er seine Bildung zunehmend vervollkommnen konnte. Um die neuen Erkenntnisse zu veröffentlichen, die er aus der Fülle des Materials der Hoffmannseggschen Sammlung herausgearbeitet hatte, gründete Illiger eine eigene entomologische Zeitschrift, die 1802–1807 herauskam und vor allem seine eigenen Arbeiten enthielt. Diese Publikationen brachten ihm große Anerkennung und auf Vorschlag von Fabricius das Doktordiplom der Universität Kiel. Neben vielen entomologischen Arbeiten veröffentlichte er auch einige Abhandlungen über Säugetiere.

### Tätigkeit in Berlin
Mit dem Tod des Herzogs im Jahr 1806 verlor Illiger seine Pension wie auch die Aussicht auf eine feste Anstellung. Er folgte deshalb bereitwillig Graf Hoffmannsegg nach Berlin, auch wegen der unsicheren politischen Verhältnisse in seiner Heimatstadt. In Berlin arbeitete er an der Bestimmung und Ordnung südamerikanischer Säugetiere und Vögel. Wegen eines erneuten Ausbruchs seiner Krankheit musste er nach sieben Monaten diese Tätigkeit wieder aufgeben und nach Braunschweig zurückkehren. Er erholte sich in der Folgezeit wieder und erhielt 1810 endlich eine Stellung auf Lebenszeit, nämlich die Aufsicht über die königliche Naturaliensammlung in Berlin, die ihm von Wilhelm von Humboldt, damals Sektionschef für Kultus und öffentlichen Unterricht, übertragen wurde. Haupttätigkeit war die Aufarbeitung der umfangreichen Säugetiersammlung, woraus Arbeiten über die geographische Verbreitung der Säugetiere sowie 1811 der Prodromus Systematis Mammalium et Avium resultierten. Dieses Werk knüpft an das von Cuvier an, berücksichtigt aber einige neue Erkenntnisse, so werden beispielsweise die Kloakentiere als eigene Ordnung von den Zahnarmen abgespalten. Zudem beschreibt Illiger in dieser Arbeit, die als eines der bedeutendsten zoologischen Werke seiner Zeit gilt, eine große Zahl neuer Gattungen, benutzt konsequent ein biologisches Artkonzept und trägt wesentlich zur Einführung der Familie als systematische Rangstufe bei. 
Illigers Gesundheitszustand schien stabil und mit der Aussicht auf eine gesicherte Zukunft heiratete er Hellwigs älteste Tochter. Schon im Winter 1812 erlitt er aber wieder einen Ausbruch seiner Krankheit, den er noch einmal überwinden konnte, um im Laufe dieses Jahres die systematische Erfassung brasilianischer Amphibien zu beginnen. Im Frühjahr 1813 brach jedoch sein Leiden mit solcher Schwere aus, dass keine Besserung und Genesung mehr möglich war. In der Nacht vom 9. auf den 10. Mai 1813 verstarb Illiger im Alter von nur 37 Jahren.

## Ehrungen
Seit 1808 war er korrespondierendes Mitglied der Bayerischen Akademie der Wissenschaften. 1810 wurde er als ordentliches Mitglied in die Preußische Akademie der Wissenschaften aufgenommen.
Carl Ludwig Blume ehrte ihn mit der Benennung der Gattung Illigera (Hernandiaceae) im Jahr 1826.
Jean Louis Cabanis und Ferdinand Heine junior nannten 1860 die Goldbrauen-Todityrann-Unterart (Todirostrum chrysocrotaphum illigeri) zu seinen Ehren. Die von Johann Jakob von Tschudi 1844 beschriebe Art Conurus illigeri wird heute als Synonym zum Rotrückenara (Primolius maracana (Vieillot, 1816)) betrachtet. Deshalb existiert im englischen Sprachraum für ihn auch der Trivialnamen Illiger’s Macaw. Psittacus illigeri, Kuhl, 1820 ist heute ein Synonym für den Blaukopfara (Primolius couloni (Sclater, PL 1876)).

## Schriften (Auswahl)
- Beschreibung einiger neuer Käfer, in: Schneider’s entomologisches Magazin (1794)
- Nachricht von einer in etlichten Gersten- und Haferfeldern um Braunschweig wahrscheinlich durch Insecten verursachten Verheerung, in: Braunschweigisches Magazin 50/1795
- Verzeichniß der Käfer Preußens. Entworfen von Johann Gottlieb Kugelann (1798)
- Die Wurmtrocknis des Harzes, in: Braunschweigisches Magazin 49–50/1798
- Die Erdmandel, in: Braunschweigisches Magazin 2/1799
- Versuch einer systematischen vollständigen Terminologie für das Thierreich und Pflanzenreich. Fleckeisen, Helmstädt 1800 (online).
- Über die südamerikanischen Gürtelthiere, in: Wiedemann’s Archiv für die Zoologie 1804.
- Die wilden Pferde in Amerika, in: Braunschweigisches Magazin 7/1805.
- Nachricht von dem Hornvieh in Paraguay in Südamerika, in: Braunschweigisches Magazin 15–16/1805.
- Prodromus Systematis Mammalium et Avium. 1811.